# (2551) Decabrina

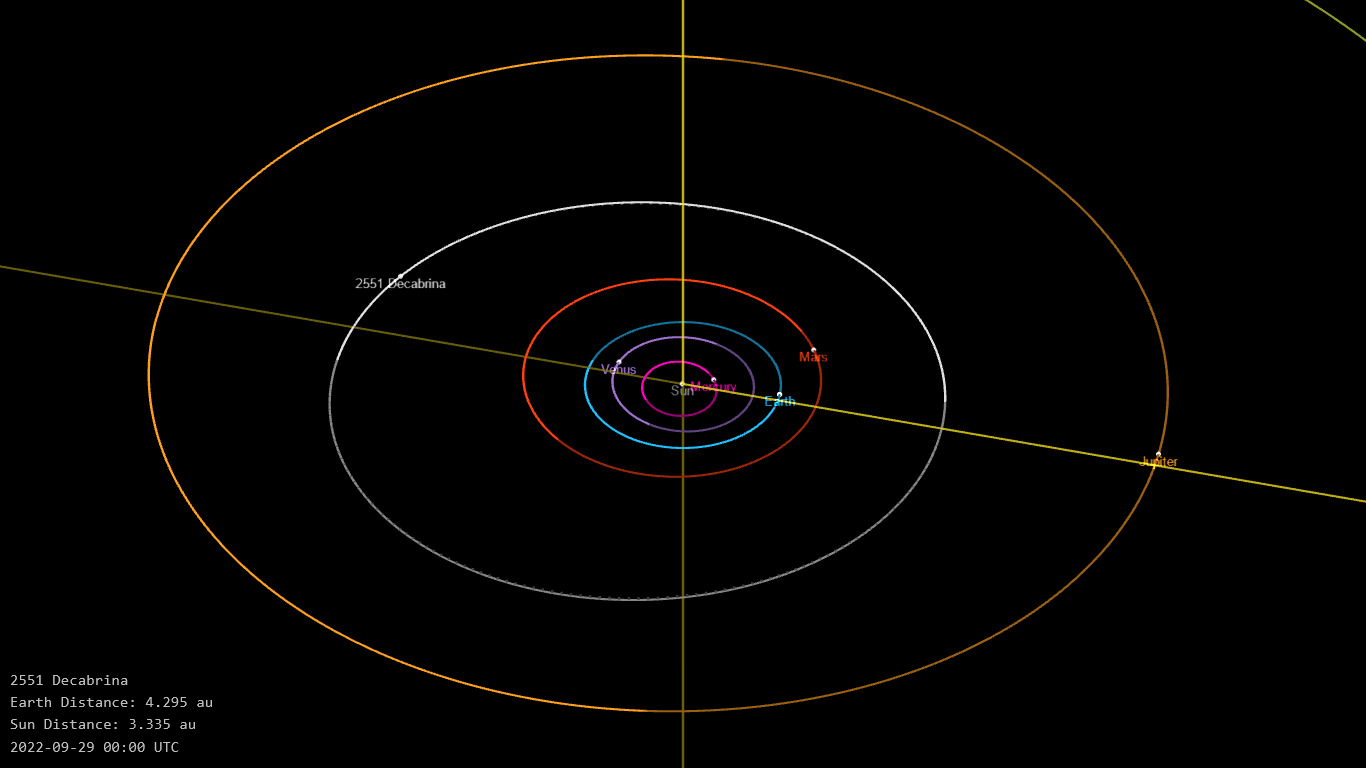
Decabrina

(2551) Decabrina est un astéroïde de la ceinture principale.

## Description
(2551) Decabrina est un astéroïde de la ceinture principale. Il fut découvert le 16 décembre 1976 à Nauchnyj par Lioudmila Tchernykh. Il présente une orbite caractérisée par un demi-grand axe de 3,15 UA, une excentricité de 0,17 et une inclinaison de 0,6° par rapport à l'écliptique.

## Compléments